# Burmannia biflora
Burmannia biflora är en enhjärtbladig växtart som beskrevs av Carl von Linné. Burmannia biflora ingår i släktet Burmannia och familjen Burmanniaceae. Inga underarter finns listade i Catalogue of Life.